# Гочалкув
Гочалкув (пол. Goczałków, нім. Gutschdorf) — село в Польщі, у гміні Стшегом Свідницького повіту Нижньосілезького воєводства.
Населення — 1355 осіб (2011).
У 1975—1998 роках село належало до Валбжиського воєводства.

## Демографія
Демографічна структура станом на 31 березня 2011 року:
|          | Загалом | Допрацездатний вік | Працездатний вік | Постпрацездатний вік |
| -------- | ------- | ------------------ | ---------------- | -------------------- |
| Чоловіки | 682     | 146                | 491              | 45                   |
| Жінки    | 673     | 119                | 413              | 141                  |
| Разом    | 1355    | 265                | 904              | 186                  |